# Guettarda undulata
Guettarda undulata är en måreväxtart som beskrevs av August Heinrich Rudolf Grisebach. Guettarda undulata ingår i släktet Guettarda och familjen måreväxter.
Artens utbredningsområde är Kuba. Inga underarter finns listade i Catalogue of Life.